# جزيرة لاسيا
جزيرة لاسيا وهي جزيرة من جزر إندونيسيا، وتقع في المحيط الهندي غرب جزيرة سومطرة، وتعد جزء من جزيرة سيمولو في إقليم آتشيه.